# Butter (película)
Butter (también titulada Butter's Final Meal) es una película dramática estadounidense dirigida por Paul A. Kaufman y protagonizada por Mira Sorvino, Mykelti Williamson, Brian Van Holt, Ravi Patel, Annabeth Gish y Alex Kersting. Está basada en la novela del mismo nombre escrita por Erin Jade Lange.
La película fue estrenada a través de VOD y cines seleccionados por Blue Fox Entertainment el 25 de febrero de 2022.

## Reparto
- Alex Kersting[5]
- Mc Kaley Miller[5]
- Adain Bradley[5]
- Jack Griffo[5]
- Matthew Gold[5]
- Mira Sorvino[6]
- Mykelti Williamson[5]
- Ravi Patel[5]
- Annabeth Gish[7]
- Brian Van Holt[4]
- Monte Markham[4]

## Estreno
Butter fue estrenada a través de VOD y cines seleccionados por Blue Fox Entertainment el 25 de febrero de 2022. La película se proyectó en Cinequest Film & Creativity Festival y en Socially Relevant Film Festival en 2020.